# Andreas Lagonikakis
Andreas Lagonikakis (griechisch Ανδρέας Λαγωνικάκης; * 4. Juni 1972 in Athen) ist ein ehemaliger griechischer Fußballspieler.

## Karriere
Im Jahr 1994 wechselte er von Panionios Athen zu Panathinaikos Athen. Dort gelang ihm die Teilnahme an der UEFA Champions League, wo Panathinaikos in der Saison 1995/96 das Halbfinale erreichte. Während seiner Zeit in diesem Verein hat er insgesamt 11 Spiele in der Champions League bestritten und dabei 1 Tor erzielt. Da er auf vielen Positionen spielen konnte, wurde er von seinen Trainern als Mittelfeldspieler, als Flügelspieler, als Stürmer und in seltenen Fällen sogar als Verteidiger eingesetzt.
In der Saison 1999/2000 wechselte Lagonikakis von Panathinaikos Athen zu SK Rapid Wien, wo er in wettbewerbsübergreifend 100 Spielen 12 Tore erzielte. Er verließ den Verein nach Vertragsende 2002, blieb jedoch in Österreich weiterhin bekannt. Er stand zwischen 2002 und 2005 erneut bei Panionios Athen unter Vertrag, bis er den Verein nach drei Jahren wieder verließ.
Zuletzt spielte er bei Keravnos Kerateas (Griechenland), wo er am 1. Juli 2007 seine Karriere beendete.

## Erfolge
Panathinaikos Athen
- Griechischer Meister: 1994/95, 1995/96

| Personendaten    | Personendaten                   |
| ---------------- | ------------------------------- |
| NAME             | Lagonikakis, Andreas            |
| ALTERNATIVNAMEN  | Λαγωνικάκης, Ανδρέας (russisch) |
| KURZBESCHREIBUNG | griechischer Fußballspieler     |
| GEBURTSDATUM     | 4. Juni 1972                    |
| GEBURTSORT       | Athen                           |